# Berufswahl
Die Berufswahl ist die Entscheidung über das Ergreifen oder Ändern des ausgeübten Berufs oder die Aufnahme einer Berufsausbildung.
Es handelt sich um eine unter bestimmten gesellschaftlichen Bedingungen und Einflüssen stehende, in der Regel wiederholt sich einstellende, interaktive Lern- und Entscheidungsphase, deren jeweiliges Ergebnis dazu beiträgt, dass Menschen unterschiedliche berufliche Tätigkeiten ausüben.

## Geschichte
Der Standesgesellschaft des Mittelalters war der Gedanke fremd, dass ein Mensch sich aussuchen könne, welchen Beruf er ausüben wolle. Üblich war es, die Familientradition fortzusetzen. So wurde der Sohn eines Bauern Bauer, der Sohn eines Bäckers Bäcker usw. In Teilen der Gesellschaft ist das Denken in Kategorien der Familientradition noch lebendig, insbesondere dort, wo es gilt, eine Firma im Familienbesitz zu behalten, aber auch im Adel, am deutlichsten erkennbar in konstitutionellen Monarchien der Gegenwart, in denen feststeht, dass die gerade geborene Person mit großer Wahrscheinlichkeit die Thronfolge antreten wird.
Bereits in der frühen Neuzeit entwickelten visionäre Gelehrte Ideen zur planvollen und optimierbaren Berufswahl. So empfahl der Geograph und Universalgelehrte Johann Gottfried Gregorii alias MELISSANTES bereits im Jahr 1715 die Wahl des Berufes nach vorheriger Selbstexploration. Die Berücksichtigung von Neigung, Eignung und Leistungsfähigkeit sollte mit dem persönlichen Temperament nach der Temperamentenlehre des Galenos abgeglichen werden.
Die Möglichkeit (und Notwendigkeit) einer Berufswahl ist Folge der Berufsfreiheit. Eine freie Berufswahl war bis in das 19. Jahrhundert hinein durch eine Vielzahl von gesetzlichen Einschränkungen und berufsständischer Regeln eingeschränkt.
In der DDR bestand eine starke Einschränkung der Möglichkeit der Berufswahl. Es bestand ein „Prozess der Zuführung des Arbeitskräftenachwuchses“ als Teil der Arbeitsplätzelenkung. Die Aufgabe, den geplanten Bedarf der Betriebe und die Wünsche der Jugendlichen in Einklang zu bringen, hatte die Schule. Der Abschluss eines Ausbildungsvertrages bedurfte der Zustimmung des Amtes für Arbeit. Die Umsetzung des eigenen Berufswunsches war von der politischen Zuverlässigkeit und der sozialen Herkunft abhängig.

## Bedingungsfaktoren der Berufswahl
Die Berufswahl als Entscheidungsprozess hängt von einer Vielzahl endogener und exogener Bedingungsfaktoren ab.

### Endogene Faktoren
Als innere (endogene) Bedingungsfaktoren der Berufswahl werden jene Determinanten bezeichnet, welche die individuellen Entscheidungskriterien für die Selektion der Berufswahlalternativen als Grundlage haben.
Dazu gehören physische Voraussetzungen (Geschlecht, Alter), aber auch Eignung (schulische Leistung), Neigung im Sinne von Interessen des Einzelnen und sonstige endogene Faktoren wie Verantwortungs- und Entscheidungsfähigkeit.

### Exogene Faktoren
Äußere (exogene) Faktoren der Berufswahl sind diejenigen gesellschaftlichen und ökonomischen Rahmenbedingungen und Kriterien, welche außerhalb des Einwirkungsbereichs des Jugendlichen liegen.
Die Berufswahlentscheidung hängt dabei von verschiedenen Lebensbereichen wie Familie, Schule und Peergroups, aber auch der aktuellen Arbeits- und Ausbildungsmarktlage ab.

## Fünf Schritte zur Berufswahl
Das Zusammenspiel endogener und exogener Bedingungsfaktoren formt beim Berufswählenden bestimmte Vorstellungen und Erwartung an die Arbeitswelt. Ein Modell in fünf Schritten zur Berufswahl könnte wie folgt aussehen:
- Selbsterkenntnis: Was sind meine Fähigkeiten und Interessen?
- Informationen über die Berufswelt
- Gegenüberstellung der Selbsterkenntnis und der gewonnenen Informationen
- Eingrenzung der Wahlalternativen: Rangreihe bevorzugter Berufe, Praktika
- Berufswahlentscheidung: Eingrenzung auf den gewünschten Beruf, Überprüfung der Ausbildungsmarktlage.

Den Prozess der Berufswahl des Einzelnen zu begleiten und zu unterstützen, das ist eine Aufgabe der Einrichtung Schule in ihrer Qualifikations- und Sozialisationsfunktion.

## Berufswahlvorbereitung in Schulen
Neben dem Elternhaus und den Freunden kommt der Institution Schule als ein exogener Bedingungsfaktor eine bedeutsame Rolle der Berufswahlvorbereitung zu: Schulen leisten erste didaktische Schritte zur Hinführung Jugendlicher in die Berufs- und Arbeitswelt.
Es ist die Aufgabe der Lehrenden, individuelle Fähigkeiten der Schüler wie Entscheidungsfähigkeit und Eigenverantwortung zu stärken und Kompetenz zu vermitteln, welche die Arbeitsmarktfähigkeit sicherstellen. Im Speziellen durch das Fach Arbeitslehre sollten den Schülern technische, ökonomische und soziale Grundfähigkeiten und -kenntnisse nähergebracht werden. Das geschieht mit dem Ziel, die Schüler zu einer ersten Berufs- und Ausbildungsentscheidung zu befähigen. Die Haupt- und Realschulen, teilweise auch Gymnasien, organisieren dazu Betriebspraktika, damit werden den Schülerinnen und Schülern Einblicke in Berufs- und Arbeitstätigkeiten ermöglicht, die wesentlich der Berufswunschkontrolle dienen, aber auch Einblicke in andere Berufe (Zweitpraktika) bieten sollen.

## Beratungsangebote
Um die Berufswahl zu unterstützen, bestehen eine Vielzahl von Angeboten der Berufsberatung, Ausbildungsberatung und Studienberatung.
Als staatliche Institution, die professionelle Berufsberatung anbietet, ist die Berufsberatung der Agentur für Arbeit zu nennen. Im Vordergrund steht hier ein kostenloses persönliches Beratungsgespräch mit einem Berufsberater oder einer Berufsberaterin. Neben einer Stärken-/Schwächenanalyse werden hier vor allem persönliche Entwicklungsmöglichkeiten, Selbstinformationswege und Informationen über den hiesigen Ausbildungsmarkt thematisiert.
Private Unternehmen organisieren Verbrauchermessen zum Thema Berufswahl oder geben in Jugendmagazinen wertvolle Tipps rund um das Thema Berufsorientierung. Berufsberater geben Einzel- oder Gruppen-Coachings, um die Stärken jedes Einzelnen herauszuarbeiten und ihn so gezielt bei der Studien- und Berufswahl unterstützen zu können.

## Kritik am Begriff
Zuweilen wird der Begriff Berufswahl im Sinne einer freien, letztlich willkürlichen Wahl als unpassend bewertet, da junge Menschen eher Suchende seien, die im Idealfall den zu ihnen passenden Beruf fänden. Dabei sei eine Vielzahl an individuellen, institutionellen und sozioökonomischen Faktoren zu berücksichtigen, die die Findewahrscheinlichkeit bestimmen. Diejenigen, die diese Auffassung vertreten, gehen davon aus, dass es für jeden Menschen genau einen Beruf gebe, der optimal zu ihm passe.
Gegen die Idee, die Freiheit der Berufswahl (in Deutschland durch Art. 12 GG garantiert) sei in der Praxis garantiert, sprechen ökonomische und gesellschaftliche Zwänge, denen der Einzelne unterliegt. Verboten ist nur eine Berufslenkung durch den Staat. Da in einer Marktwirtschaft Arbeitskraft eine Ware ist und da generell nicht jedem Anbieter einer Ware garantiert werden kann, auf dem Markt wunschgemäße Ergebnisse zu erzielen, wäre ein einklagbares „Recht auf Arbeit“ systemwidrig. Ein solches Recht gibt es in Deutschland ebenso wenig wie eine Rechtspflicht für den Staat oder die Privatwirtschaft, dafür Sorge zu tragen, dass jeder Interessent eine Ausbildungs- oder Arbeitsstelle in „seinem“ Beruf findet. Je attraktiver das an die einzelne Arbeitskraft gebundene Humankapital zu sein scheint, desto größer ist die Wahrscheinlichkeit, dass dessen Träger seine Wunschziele erreicht (typisches Beispiel: der Numerus clausus). Umgekehrt müssen junge Menschen, die wenige Qualifikationen zu bieten haben, mit dem zufrieden sein, was der Arbeitsmarkt für sie hergibt. Wer sich auf den Ausbildungsstellenmarkt begibt, muss de facto über Anpassungsfähigkeit an die Erfordernisse des Marktes verfügen.